# Ferdinand Engelmüller

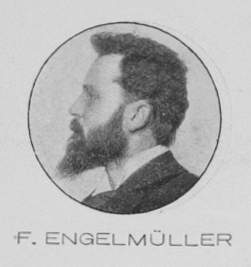
Ferdinand Engelmüller, 1903

Ferdinand Engelmüller (* 23. Dezember 1867 in Prag; † 29. September 1924 in Prag) war ein tschechischer Landschafts- und Architekturmaler sowie Grafiker.

## Leben
Er war ein Schüler von Julius Mařák und besuchte die Prager Kunstakademie von 1889 bis 1894. Gemeinsam mit seinem Malerfreund Antonín Slavíček widmete er sich zunächst der Landschaft an der Labe (Elbe), die er auch später immer wieder malen sollte. 1892 und 1893 unternahm er ausgedehnte Studienreisen in die Region Volhynia, in der heutigen nordwestlichen Ukraine gelegen, und bald darauf zog es ihn nach Torbole an den Gardasee (Italien) sowie nach Wien, München und Nürnberg.
Im Jahr 1897 gründete er seine eigene Malschule, war Mitglied der Künstlervereinigung SVU Manès, die er mit ins Leben gerufen hatte. Er verließ sie aber schon 1898 wieder, um sich der Künstlervereinigung Jednota umĕlců výtvarných in Prag anzuschließen.
Ferdinand Engelmüller illustrierte 1901 eine Reihe von Gedichten und Geschichten, die von Fabelwesen geprägt waren, und fühlte sich dem Symbolismus nahe. 1907 und 1908 ging er wieder auf Malreisen, die ihn in die Künstlerkolonie Worpswede bei Bremen, aber auch nach Dachau bei München führten.
Er wurde als Vollmitglied in die internationale Vereinigung Beaux Arts Paris aufgenommen, deren Präsident Auguste Rodin war.
Bekannt geworden ist Ferdinand Engelmüller vor allem als Maler einsamer Park- und Architekturansichten in lyrischer Atmosphäre, wobei die Nähe zu Arnold Böcklin spürbar ist. Seine ganze Aufmerksamkeit gehörte seit 1902 der böhmischen Landschaft. Darüber hinaus kultivierte er die Pastellmalerei und schuf eine Reihe guter Radierungen.

## Quelle
- Julius Mařák and his Pupils, National Galerie Prag, 1999

| Personendaten    | Personendaten                                                  |
| ---------------- | -------------------------------------------------------------- |
| NAME             | Engelmüller, Ferdinand                                         |
| KURZBESCHREIBUNG | tschechischer Landschafts- und Architekturmaler sowie Grafiker |
| GEBURTSDATUM     | 23. Dezember 1867                                              |
| GEBURTSORT       | Prag                                                           |
| STERBEDATUM      | 29. September 1924                                             |
| STERBEORT        | Prag                                                           |